# Juan David Caicedo
Juan David Caicedo Vásquez (Tumaco, Nariño, Colombia; 12 de abril de 1996) es un futbolista colombiano. Juega como defensa en Patriotas Boyacá de la Categoría Primera A.

## Trayectoria

### Inicios
Inició su trayectoria jugando en la Liga Vallecaucana de Fútbol con el Club D. Atlético Boca Juniors. En abril de 2013, tras su participación en el Campeonato Sudamericano de Fútbol Sub-17, pasó a formar parte del Universitario de Popayán.

### Santos Laguna
Para el 2016 sería comprado por el Club Santos Laguna de la Primera División de México. Su debut oficial sería el 25 de septiembre jugando todo el partido en la derrota como locales 1-2 de su club frente al Club Tijuana.

## Selección nacional

### Categoría inferiores
Colombia Sub-15
Tuvo su primera participación con el selección en enero del 2011, consiguiendo el campeonato del Mundialito Tahuichi “Paz y Unidad”. En junio logró el subcampeonato de la "Mini Copa América". En noviembre fue convocado para disputar el Campeonato Sudamericano de Fútbol Sub-15 de 2011, terminando nuevamente en el segundo lugar de la competencia.
Colombia Sub-17
A lo largo de 2012 recibió llamados a la categoría solo para concentraciones. Fue convocado para participar en la Copa UC Sub-17 de 2013, Caicedo jugó los tres encuentros que disputó su selección y Colombia fue eliminada en fase de grupos. Un mes después logró el título del "Cuadrangular Internacional Copa Aragua Sub-17" tras vencer 3-2 a Venezuela en Maracay. En marzo disputó el Campeonato Sudamericano de Fútbol Sub-17 de 2013, donde su selección fue eliminada en la primera fase.
Colombia Sub-20
En marzo de 2014 fue convocado a una concentración de la categoría que duró dos semanas.

## Clubes
| Club                     | País     | Año           |
| ------------------------ | -------- | ------------- |
| Universitario de Popayán | Colombia | 2013 - 2015   |
| Club Santos Laguna       | México   | 2016-2017     |
| Tampico Madero F. C.     | México   | 2017-2018     |
| Patriotas Boyacá         | Colombia | 2020-presente |

## Estadísticas
| Club                                | Temporada     | Liga     | Liga  | Copa     | Copa  | Internacional | Internacional | Total    | Total |
| Club                                | Temporada     | Partidos | Goles | Partidos | Goles | Partidos      | Goles         | Partidos | Goles |
| ----------------------------------- | ------------- | -------- | ----- | -------- | ----- | ------------- | ------------- | -------- | ----- |
| Universitario de Popayán · Colombia | 2013          | 7        | 0     | 3        | 0     | 0             | 0             | 10       | 0     |
| Universitario de Popayán · Colombia | 2014          | 16       | 0     | 8        | 1     | 0             | 0             | 24       | 1     |
| Universitario de Popayán · Colombia | 2015          | 1        | 0     | 0        | 0     | 0             | 0             | 1        | 0     |
| Universitario de Popayán · Colombia | Total         | 24       | 0     | 11       | 1     | 0             | 0             | 35       | 1     |
| Santos Laguna · México              | 2016-17       | 3        | 0     | 0        | 0     | 0             | 0             | 3        | 0     |
| Santos Laguna · México              | Total         | 3        | 0     | 0        | 0     | 0             | 0             | 3        | 0     |
| Tampico Madero · México             | 2018          | 1        | 0     | 2        | 0     | 0             | 0             | 3        | 0     |
| Tampico Madero · México             | Total         | 1        | 0     | 2        | 0     | 0             | 0             | 3        | 0     |
| Total carrera                       | Total carrera | 30       | 0     | 11       | 1     | 0             | 0             | 41       | 1     |

## Palmarés

### Campeonatos internacionales amistosos
| Título                                 | Categoría                    | País      | Año  |
| -------------------------------------- | ---------------------------- | --------- | ---- |
| Mundialito Tahuichi “Paz y Unidad”     | Selección sub-15 de Colombia | Bolivia   | 2011 |
| Cuadrangular Internacional Copa Aragua | Selección sub-15 de Colombia | Venezuela | 2013 |